# Acrographinotus
Acrographinotus is een geslacht van hooiwagens uit de familie Gonyleptidae.
De wetenschappelijke naam Acrographinotus is voor het eerst geldig gepubliceerd door Roewer in 1929. 

## Soorten
Acrographinotus omvat de volgende 6 soorten:
- Acrographinotus ceratopygus
- Acrographinotus curvispina
- Acrographinotus erectispina
- Acrographinotus mitmaj
- Acrographinotus niawpaq
- Acrographinotus ortizi